# Old Firm
Old Firm (in italiano Vecchia Azienda) è un termine inglese utilizzato per indicare la rivalità e le partite di calcio disputate tra il Celtic Football Club e il Rangers Football Club, le due principali squadre della città scozzese di Glasgow, le quali danno vita al derby più antico del mondo.
Celtic e Rangers sono di gran lunga le due squadre scozzesi di maggior successo, avendo conquistato oltre 200 trofei nazionali, e sono state rare le interruzioni al loro dominio in patria: l'ultima avvenne nella stagione 1984-1985, quando l'Aberdeen di Sir Alex Ferguson vinse il campionato scozzese davanti al Celtic.
Il semi-fallimento dei Rangers nel 2012, e la conseguente rifondazione del club a partire dalla Scottish League Two (quarta divisione scozzese), fece sì che l'Old Firm non si giocasse per circa tre anni; le due squadre tornarono ad affrontarsi il 1º febbraio 2015 in semifinale di Coppa di lega scozzese.
Il primo Old Firm avvenne il 28 maggio del 1888, in una partita non ufficiale, vinta per 5-2 dal Celtic.

## Rivalità
La rivalità tra le due squadre affonda le sue radici in quella che è più di una semplice competizione sportiva: è infatti condizionata da una serie di complesse dispute incentrate sulla religione (cattolicesimo dei tifosi del Celtic contro protestantesimo dei tifosi dei Rangers) e sulla politica (unionismo dei tifosi dei Rangers contro indipendentismo dei tifosi del Celtic). Tutto ciò ha portato ad una perdurante inimicizia tra le due tifoserie, che si è ormai estesa oltre una normale rivalità tra due squadre della stessa città; questo si è manifestato in una storia carica di violenza settaria, che talvolta ha portato a scontri mortali.
Nel 2005 i due club, insieme alle organizzazioni religiose di Glasgow e all'esecutivo scozzese, parteciparono ad iniziative e campagne umanitarie dirette a rimuovere le fazioni settarie; tuttavia i disaccordi su cosa costituisse un comportamento settario minarono i progressi in questo campo e il consenso su quale tipo di cori e bandiere siano accettabili rimane difficile da ottenere ancora ad oggi.

## Economia
Uno studio economico del 2005 ha valutato che la presenza di Celtic e Rangers nel campionato scozzese portava almeno 120 milioni di sterline alla Scottish Football Association.

## Progetti per entrare nel campionato inglese
Celtic e Rangers hanno espresso più volte il loro desiderio di lasciare il campionato scozzese per entrare a far parte di quello inglese; al momento, infatti, entrambi i club ricevono dai diritti televisivi scozzesi meno soldi di molte squadre inglesi con una base di sostenitori più piccola della loro. Questo non è però auspicato da molte squadre inglesi di bassa classifica, le quali temono di essere estromesse dal campionato con una conseguente perdita di incassi; anche alcuni club delle serie inferiori hanno argomentato a sfavore dello spostamento di Celtic e Rangers in Inghilterra poiché ciò ridurrebbe le loro possibilità di promozione in prima divisione.
Secondo alcuni rapporti dell'epoca, nel 2005 i club del campionato inglese votarono 20-0 per respingere l'ammissione delle due compagini dell'Old Firm; rapporti più recenti hanno invece suggerito una maggiore disponibilità nel reclutare Celtic e Rangers, soprattutto da parte delle squadre più "grandi", principalmente per rendere più redditizi i diritti televisivi del campionato. In ogni caso, il vero ostacolo da superare sono entrambe le federazioni calcistiche nazionali (la Scottish Football Association e la Football Association) e l'organo di governo europeo (la Union of European Football Associations).

## Partite
Al 04 maggio 2025 sono state disputate 446 partite in totale tra Celtic e Rangers.
| Nº  | Data              | Stadio        | Competizione                        | In casa | Risultato       | In trasferta | Note  |
| --- | ----------------- | ------------- | ----------------------------------- | ------- | --------------- | ------------ | ----- |
| 1   | 6 settembre 1890  | Celtic Park   | Scottish Cup 1890-1891              | Celtic  | 1 – 0           | Rangers      |       |
| 2   | 21 marzo 1891     | Celtic Park   | Scottish Football League 1890-1891  | Celtic  | 2 – 2           | Rangers      |       |
| 3   | 2 maggio 1891     | Ibrox Stadium | Scottish Football League 1890-1891  | Rangers | 1 – 2           | Celtic       |       |
| 4   | 22 agosto 1891    | Celtic Park   | Scottish Football League 1891-1892  | Celtic  | 3 – 0           | Rangers      |       |
| 5   | 6 febbraio 1892   | Celtic Park   | Scottish Cup 1891-1892              | Celtic  | 5 – 3           | Rangers      |       |
| 6   | 7 maggio 1892     | Ibrox Stadium | Scottish Football League 1891-1892  | Rangers | 1 – 1           | Celtic       |       |
| 7   | 1892              | Ibrox Stadium | Scottish Football League 1892-1893  | Rangers | 2 – 2           | Celtic       |       |
| 8   | 1893              | Celtic Park   | Scottish Football League 1892-1893  | Celtic  | 3 – 0           | Rangers      |       |
| 9   | 1893              | Celtic Park   | Scottish Division One 1893-1894     | Celtic  | 3 – 2           | Rangers      |       |
| 10  | 1894              | Ibrox Stadium | Scottish Division One 1893-1894     | Rangers | 5 – 0           | Celtic       |       |
| 11  | 17 febbraio 1894  | Hampden Park  | Scottish Cup 1893-1894              | Rangers | 3 – 1           | Celtic       |       |
| 12  | 1894              | Ibrox Stadium | Scottish Division One 1894-1895     | Rangers | 1 – 1           | Celtic       |       |
| 13  | 1895              | Celtic Park   | Scottish Division One 1894-1895     | Celtic  | 5 – 3           | Rangers      |       |
| 14  | 1895              | Celtic Park   | Scottish Division One 1895-1896     | Celtic  | 6 – 2           | Rangers      |       |
| 15  | 1896              | Ibrox Stadium | Scottish Division One 1895-1896     | Rangers | 2 – 4           | Celtic       |       |
| 16  | 1896              | Ibrox Stadium | Scottish Division One 1896-1897     | Rangers | 2 – 0           | Celtic       |       |
| 17  | 1897              | Celtic Park   | Scottish Division One 1896-1897     | Celtic  | 1 – 1           | Rangers      |       |
| 18  | 1897              | Celtic Park   | Scottish Division One 1897-1898     | Celtic  | 0 – 0           | Rangers      |       |
| 19  | 1898              | Ibrox Stadium | Scottish Division One 1897-1898     | Rangers | 0 – 4           | Celtic       |       |
| 20  | 1898              | Ibrox Stadium | Scottish Division One 1898-1899     | Rangers | 4 – 1           | Celtic       |       |
| 21  | 1899              | Celtic Park   | Scottish Division One 1898-1899     | Celtic  | 0 – 4           | Rangers      |       |
| 22  | 22 aprile 1899    | Hampden Park  | Scottish Cup 1898-1899              | Celtic  | 2 – 0           | Rangers      |       |
| 23  | 1899              | Celtic Park   | Scottish Division One 1899-1900     | Celtic  | 3 – 2           | Rangers      |       |
| 24  | 1900              | Ibrox Stadium | Scottish Division One 1899-1900     | Rangers | 3 – 3           | Celtic       |       |
| 25  | 24 febbraio 1900  | Ibrox Stadium | Scottish Cup 1899-1900              | Rangers | 2 – 2           | Celtic       |       |
| 26  | 10 marzo 1900     | Celtic Park   | Scottish Cup 1899-1900              | Celtic  | 4 – 0           | Rangers      |       |
| 27  | 1900              | Ibrox Stadium | Scottish Division One 1900-1901     | Rangers | 2 – 1           | Celtic       |       |
| 28  | 1901              | Celtic Park   | Scottish Division One 1900-1901     | Celtic  | 2 – 1           | Rangers      |       |
| 29  | 12 gennaio 1901   | Celtic Park   | Scottish Cup 1900-1901              | Celtic  | 1 – 0           | Rangers      |       |
| 30  | 5 ottobre 1901    | Ibrox Stadium | Scottish Division One 1901-1902     | Rangers | 2 – 2           | Celtic       |       |
| 31  | 1 gennaio 1902    | Celtic Park   | Scottish Division One 1901-1902     | Celtic  | 2 – 4           | Rangers      |       |
| 32  | 1902              | Ibrox Stadium | Scottish Division One 1902-1903     | Rangers | 3 – 3           | Celtic       |       |
| 33  | 1903              | Celtic Park   | Scottish Division One 1902-1903     | Celtic  | 1 – 1           | Rangers      |       |
| 34  | 28 febbraio 1903  | Celtic Park   | Scottish Cup 1902-1903              | Celtic  | 0 – 3           | Rangers      |       |
| 35  | 1903              | Ibrox Stadium | Scottish Division One 1903-1904     | Rangers | 0 – 0           | Celtic       |       |
| 36  | 1904              | Celtic Park   | Scottish Division One 1903-1904     | Celtic  | 2 – 2           | Rangers      |       |
| 37  | 16 aprile 1904    | Hampden Park  | Scottish Cup 1903-1904              | Celtic  | 3 – 2           | Rangers      |       |
| 38  | 1904              | Celtic Park   | Scottish Division One 1904-1905     | Celtic  | 2 – 2           | Rangers      |       |
| 39  | 1905              | Ibrox Stadium | Scottish Division One 1904-1905     | Rangers | 1 – 4           | Celtic       |       |
| 40  | 25 marzo 1905     | Ibrox Stadium | Scottish Cup 1904-1905              | Rangers | 0 – 2           | Celtic       |       |
| 41  | 6 maggio 1905     | Celtic Park   | Scottish Division One 1904-1905     | Celtic  | 2 – 1           | Rangers      |       |
| 42  | 1905              | Ibrox Stadium | Scottish Division One 1905-1906     | Rangers | 3 – 2           | Celtic       |       |
| 43  | 1906              | Celtic Park   | Scottish Division One 1905-1906     | Celtic  | 1 – 0           | Rangers      |       |
| 44  | 1906              | Celtic Park   | Scottish Division One 1906-1907     | Celtic  | 2 – 1           | Rangers      |       |
| 45  | 1907              | Ibrox Stadium | Scottish Division One 1906-1907     | Rangers | 2 – 1           | Celtic       |       |
| 46  | 9 marzo 1907      | Ibrox Stadium | Scottish Cup 1906-1907              | Rangers | 0 – 3           | Celtic       |       |
| 47  | 1907              | Celtic Park   | Scottish Division One 1907-1908     | Celtic  | 2 – 1           | Rangers      |       |
| 48  | 1908              | Ibrox Stadium | Scottish Division One 1907-1908     | Rangers | 0 – 1           | Celtic       |       |
| 49  | 8 febbraio 1908   | Ibrox Stadium | Scottish Cup 1907-1908              | Rangers | 1 – 2           | Celtic       |       |
| 50  | 1908              | Celtic Park   | Scottish Division One 1908-1909     | Celtic  | 2 – 3           | Rangers      |       |
| 51  | 1909              | Ibrox Stadium | Scottish Division One 1908-1909     | Rangers | 1 – 3           | Celtic       |       |
| 52  | 10 aprile 1909    | Hampden Park  | Scottish Cup 1908-1909              | Rangers | 2 – 2           | Celtic       |       |
| 53  | 17 aprile 1909    | Hampden Park  | Scottish Cup 1908-1909              | Rangers | 1 – 1           | Celtic       |       |
| 54  | 1909              | Celtic Park   | Scottish Division One 1909-1910     | Celtic  | 1 – 1           | Rangers      |       |
| 55  | 1910              | Ibrox Stadium | Scottish Division One 1909-1910     | Rangers | 0 – 0           | Celtic       |       |
| 56  | 1910              | Ibrox Stadium | Scottish Division One 1910-1911     | Rangers | 1 – 1           | Celtic       |       |
| 57  | 1911              | Celtic Park   | Scottish Division One 1910-1911     | Celtic  | 0 – 1           | Rangers      |       |
| 58  | 1911              | Celtic Park   | Scottish Division One 1911-1912     | Celtic  | 3 – 0           | Rangers      |       |
| 59  | 1912              | Ibrox Stadium | Scottish Division One 1911-1912     | Rangers | 3 – 1           | Celtic       |       |
| 60  | 1912              | Ibrox Stadium | Scottish Division One 1912-1913     | Rangers | 0 – 1           | Celtic       |       |
| 61  | 1913              | Celtic Park   | Scottish Division One 1912-1913     | Celtic  | 3 – 2           | Rangers      |       |
| 62  | 1913              | Celtic Park   | Scottish Division One 1913-1914     | Celtic  | 4 – 0           | Rangers      |       |
| 63  | 1914              | Ibrox Stadium | Scottish Division One 1913-1914     | Rangers | 0 – 2           | Celtic       |       |
| 64  | 1914              | Ibrox Stadium | Scottish Division One 1914-1915     | Rangers | 2 – 1           | Celtic       |       |
| 65  | 1915              | Celtic Park   | Scottish Division One 1914-1915     | Celtic  | 2 – 1           | Rangers      |       |
| 66  | 1915              | Celtic Park   | Scottish Football League 1915-1916  | Celtic  | 2 – 2           | Rangers      |       |
| 67  | 1916              | Ibrox Stadium | Scottish Football League 1915-1916  | Rangers | 3 – 0           | Celtic       |       |
| 68  | 1916              | Ibrox Stadium | Scottish Football League 1916-1917  | Rangers | 0 – 0           | Celtic       |       |
| 69  | 1917              | Celtic Park   | Scottish Football League 1916-1917  | Celtic  | 0 – 0           | Rangers      |       |
| 70  | 1917              | Celtic Park   | Scottish Football League 1917-1918  | Celtic  | 0 – 0           | Rangers      |       |
| 71  | 1918              | Ibrox Stadium | Scottish Football League 1917-1918  | Rangers | 1 – 2           | Celtic       |       |
| 72  | 1918              | Ibrox Stadium | Scottish Football League 1918-1919  | Rangers | 1 – 1           | Celtic       |       |
| 73  | 1919              | Celtic Park   | Scottish Football League 1918-1919  | Celtic  | 0 – 3           | Rangers      |       |
| 74  | 1919              | Celtic Park   | Scottish Football League 1919-1920  | Celtic  | 1 – 1           | Rangers      |       |
| 75  | 1920              | Ibrox Stadium | Scottish Football League 1919-1920  | Rangers | 3 – 0           | Celtic       |       |
| 76  | 6 marzo 1920      | Ibrox Stadium | Scottish Cup 1919-1920              | Rangers | 1 – 0           | Celtic       |       |
| 77  | 1920              | Ibrox Stadium | Scottish Football League 1920-1921  | Rangers | 0 – 2           | Celtic       |       |
| 78  | 1921              | Celtic Park   | Scottish Football League 1920-1921  | Celtic  | 1 – 2           | Rangers      |       |
| 79  | 1921              | Celtic Park   | Scottish Division One 1921-1922     | Celtic  | 0 – 0           | Rangers      |       |
| 80  | 1922              | Ibrox Stadium | Scottish Division One 1921-1922     | Rangers | 1 – 1           | Celtic       |       |
| 81  | 1922              | Ibrox Stadium | Scottish Division One 1922-1923     | Rangers | 2 – 0           | Celtic       |       |
| 82  | 1923              | Celtic Park   | Scottish Division One 1922-1923     | Celtic  | 1 – 3           | Rangers      |       |
| 83  | 1923              | Celtic Park   | Scottish Division One 1923-1924     | Celtic  | 2 – 2           | Rangers      |       |
| 84  | 1924              | Ibrox Stadium | Scottish Division One 1923-1924     | Rangers | 0 – 0           | Celtic       |       |
| 85  | 1924              | Celtic Park   | Scottish Division One 1924-1925     | Celtic  | 0 – 1           | Rangers      |       |
| 86  | 1925              | Ibrox Stadium | Scottish Division One 1924-1925     | Rangers | 4 – 1           | Celtic       |       |
| 87  | 21 marzo 1925     | Hampden Park  | Scottish Cup 1924-1925              | Celtic  | 5 – 0           | Rangers      |       |
| 88  | 1925              | Celtic Park   | Scottish Division One 1925-1926     | Celtic  | 2 – 2           | Rangers      |       |
| 89  | 1926              | Ibrox Stadium | Scottish Division One 1925-1926     | Rangers | 1 – 0           | Celtic       |       |
| 90  | 1926              | Ibrox Stadium | Scottish Division One 1926-1927     | Rangers | 2 – 1           | Celtic       |       |
| 91  | 1927              | Celtic Park   | Scottish Division One 1926-1927     | Celtic  | 0 – 1           | Rangers      |       |
| 92  | 1927              | Celtic Park   | Scottish Division One 1927-1928     | Celtic  | 1 – 0           | Rangers      |       |
| 93  | 1928              | Ibrox Stadium | Scottish Division One 1927-1928     | Rangers | 1 – 0           | Celtic       |       |
| 94  | 14 aprile 1928    | Hampden Park  | Scottish Cup 1927-1928              | Rangers | 4 – 0           | Celtic       |       |
| 95  | 1928              | Ibrox Stadium | Scottish Division One 1928-1929     | Rangers | 3 – 0           | Celtic       |       |
| 96  | 1929              | Celtic Park   | Scottish Division One 1928-1929     | Celtic  | 1 – 2           | Rangers      |       |
| 97  | 1929              | Celtic Park   | Scottish Division One 1929-1930     | Celtic  | 1 – 2           | Rangers      |       |
| 98  | 1930              | Ibrox Stadium | Scottish Division One 1929-1930     | Rangers | 1 – 0           | Celtic       |       |
| 99  | 1930              | Ibrox Stadium | Scottish Division One 1930-1931     | Rangers | 1 – 0           | Celtic       |       |
| 100 | 1931              | Celtic Park   | Scottish Division One 1930-1931     | Celtic  | 2 – 0           | Rangers      | [ 4 ] |
| 101 | 1931              | Celtic Park   | Scottish Division One 1931-1932     | Celtic  | 1 – 2           | Rangers      |       |
| 102 | 1932              | Ibrox Stadium | Scottish Division One 1931-1932     | Rangers | 0 – 0           | Celtic       |       |
| 103 | 1932              | Ibrox Stadium | Scottish Division One 1932-1933     | Rangers | 0 – 0           | Celtic       |       |
| 104 | 1933              | Celtic Park   | Scottish Division One 1932-1933     | Celtic  | 1 – 1           | Rangers      |       |
| 105 | 1933              | Celtic Park   | Scottish Division One 1933-1934     | Celtic  | 2 – 2           | Rangers      |       |
| 106 | 1934              | Ibrox Stadium | Scottish Division One 1933-1934     | Rangers | 2 – 2           | Celtic       |       |
| 107 | 1934              | Ibrox Stadium | Scottish Division One 1934-1935     | Rangers | 2 – 1           | Celtic       |       |
| 108 | 1935              | Celtic Park   | Scottish Division One 1934-1935     | Celtic  | 1 – 1           | Rangers      |       |
| 109 | 1935              | Celtic Park   | Scottish Division One 1935-1936     | Celtic  | 3 – 4           | Rangers      |       |
| 110 | 1936              | Ibrox Stadium | Scottish Division One 1935-1936     | Rangers | 1 – 2           | Celtic       |       |
| 111 | 1936              | Ibrox Stadium | Scottish Division One 1936-1937     | Rangers | 1 – 0           | Celtic       |       |
| 112 | 1937              | Celtic Park   | Scottish Division One 1936-1937     | Celtic  | 1 – 1           | Rangers      |       |
| 113 | 1937              | Celtic Park   | Scottish Division One 1937-1938     | Celtic  | 3 – 0           | Rangers      |       |
| 114 | 1938              | Ibrox Stadium | Scottish Division One 1937-1938     | Rangers | 3 – 1           | Celtic       |       |
| 115 | 1938              | Ibrox Stadium | Scottish Division One 1938-1939     | Rangers | 2 – 1           | Celtic       |       |
| 116 | 1939              | Celtic Park   | Scottish Division One 1938-1939     | Celtic  | 6 – 2           | Rangers      |       |
| 117 | 1946              | Celtic Park   | Scottish Division A 1946-1947       | Celtic  | 2 – 3           | Rangers      |       |
| 118 | 1947              | Ibrox Stadium | Scottish Division A 1946-1947       | Rangers | 1 – 1           | Celtic       |       |
| 119 | 9 agosto 1947     | Ibrox Stadium | Scottish League Cup 1947-1948       | Rangers | 2 – 0           | Celtic       |       |
| 120 | 30 agosto 1947    | Celtic Park   | Scottish League Cup 1947-1948       | Celtic  | 2 – 0           | Rangers      |       |
| 121 | 1947              | Ibrox Stadium | Scottish Division A 1947-1948       | Rangers | 2 – 0           | Celtic       |       |
| 122 | 1948              | Celtic Park   | Scottish Division A 1947-1948       | Celtic  | 0 – 4           | Rangers      |       |
| 123 | 25 settembre 1948 | Celtic Park   | Scottish League Cup 1948-1949       | Celtic  | 3 – 1           | Rangers      |       |
| 124 | 16 ottobre 1948   | Ibrox Stadium | Scottish League Cup 1948-1949       | Rangers | 2 – 1           | Celtic       |       |
| 125 | 1948              | Ibrox Stadium | Scottish Division A 1948-1949       | Rangers | 4 – 0           | Celtic       |       |
| 126 | 1949              | Celtic Park   | Scottish Division A 1948-1949       | Celtic  | 0 – 1           | Rangers      |       |
| 127 | 13 agosto 1949    | Celtic Park   | Scottish League Cup 1949-1950       | Celtic  | 3 – 2           | Rangers      |       |
| 128 | 27 agosto 1949    | Ibrox Stadium | Scottish League Cup 1949-1950       | Rangers | 2 – 0           | Celtic       |       |
| 129 | 1949              | Ibrox Stadium | Scottish Division A 1949-1950       | Rangers | 4 – 0           | Celtic       |       |
| 130 | 1950              | Celtic Park   | Scottish Division A 1949-1950       | Celtic  | 1 – 1           | Rangers      |       |
| 131 | 1950              | Celtic Park   | Scottish Division A 1950-1951       | Celtic  | 3 – 2           | Rangers      |       |
| 132 | 1951              | Ibrox Stadium | Scottish Division A 1950-1951       | Rangers | 1 – 0           | Celtic       |       |
| 133 | 13 ottobre 1951   | Ibrox Stadium | Scottish League Cup 1951-1952       | Rangers | 3 – 0           | Celtic       |       |
| 134 | 1951              | Ibrox Stadium | Scottish Division A 1951-1952       | Rangers | 1 – 1           | Celtic       |       |
| 135 | 1952              | Celtic Park   | Scottish Division A 1951-1952       | Celtic  | 1 – 4           | Rangers      |       |
| 136 | 1952              | Celtic Park   | Scottish Division A 1952-1953       | Celtic  | 2 – 1           | Rangers      |       |
| 137 | 1953              | Ibrox Stadium | Scottish Division A 1952-1953       | Rangers | 1 – 0           | Celtic       |       |
| 138 | 14 marzo 1953     | Ibrox Stadium | Scottish Cup 1952-1953              | Rangers | 2 – 0           | Celtic       |       |
| 139 | 1953              | Ibrox Stadium | Scottish Division A 1953-1954       | Rangers | 1 – 1           | Celtic       |       |
| 140 | 1954              | Celtic Park   | Scottish Division A 1953-1954       | Celtic  | 1 – 0           | Rangers      |       |
| 141 | 1954              | Celtic Park   | Scottish Division A 1954-1955       | Celtic  | 2 – 0           | Rangers      |       |
| 142 | 1955              | Ibrox Stadium | Scottish Division A 1954-1955       | Rangers | 4 – 1           | Celtic       |       |
| 143 | 27 agosto 1955    | Ibrox Stadium | Scottish League Cup 1955-1956       | Rangers | 1 – 4           | Celtic       |       |
| 144 | 31 agosto 1955    | Celtic Park   | Scottish League Cup 1955-1956       | Celtic  | 0 – 4           | Rangers      |       |
| 145 | 1955              | Ibrox Stadium | Scottish Division One 1955-1956     | Rangers | 0 – 0           | Celtic       |       |
| 146 | 1956              | Celtic Park   | Scottish Division One 1955-1956     | Celtic  | 0 – 1           | Rangers      |       |
| 147 | 15 agosto 1956    | Celtic Park   | Scottish League Cup 1956-1957       | Celtic  | 2 – 1           | Rangers      |       |
| 148 | 29 agosto 1956    | Ibrox Stadium | Scottish League Cup 1956-1957       | Rangers | 0 – 0           | Celtic       |       |
| 149 | 1956              | Ibrox Stadium | Scottish Division One 1956-1957     | Rangers | 2 – 0           | Celtic       |       |
| 150 | 1957              | Celtic Park   | Scottish Division One 1956-1957     | Celtic  | 0 – 2           | Rangers      |       |
| 151 | 16 febbraio 1957  | Celtic Park   | Scottish Cup 1956-1957              | Celtic  | 4 – 4           | Rangers      |       |
| 152 | 20 febbraio 1957  | Ibrox Stadium | Scottish Cup 1956-1957              | Rangers | 0 – 2           | Celtic       |       |
| 153 | 19 ottobre 1957   | Celtic Park   | Scottish League Cup 1957-1958       | Celtic  | 7 – 1           | Rangers      |       |
| 154 | 1957              | Celtic Park   | Scottish Division One 1957-1958     | Celtic  | 0 – 1           | Rangers      |       |
| 155 | 1958              | Ibrox Stadium | Scottish Division One 1957-1958     | Rangers | 2 – 3           | Celtic       |       |
| 156 | 1958              | Ibrox Stadium | Scottish Division One 1958-1959     | Rangers | 2 – 1           | Celtic       |       |
| 157 | 1959              | Celtic Park   | Scottish Division One 1958-1959     | Celtic  | 2 – 2           | Rangers      |       |
| 158 | 28 febbraio 1959  | Celtic Park   | Scottish Cup 1958-1959              | Celtic  | 2 – 1           | Rangers      |       |
| 159 | 1959              | Celtic Park   | Scottish Division One 1959-1960     | Celtic  | 0 – 1           | Rangers      |       |
| 160 | 1960              | Ibrox Stadium | Scottish Division One 1959-1960     | Rangers | 3 – 1           | Celtic       |       |
| 161 | 2 aprile 1960     | Hampden Park  | Scottish Cup 1959-1960              | Rangers | 1 – 1           | Celtic       |       |
| 162 | 6 aprile 1960     | Hampden Park  | Scottish Cup 1959-1960              | Rangers | 4 – 1           | Celtic       |       |
| 163 | 20 agosto 1960    | Ibrox Stadium | Scottish League Cup 1960-1961       | Rangers | 2 – 3           | Celtic       |       |
| 164 | 3 settembre 1960  | Celtic Park   | Scottish League Cup 1960-1961       | Celtic  | 1 – 2           | Rangers      |       |
| 165 | 1960              | Celtic Park   | Scottish Division One 1960-1961     | Celtic  | 1 – 5           | Rangers      |       |
| 166 | 1961              | Ibrox Stadium | Scottish Division One 1960-1961     | Rangers | 2 – 1           | Celtic       |       |
| 167 | 1961              | Ibrox Stadium | Scottish Division One 1961-1962     | Rangers | 2 – 2           | Celtic       |       |
| 168 | 1962              | Celtic Park   | Scottish Division One 1961-1962     | Celtic  | 1 – 1           | Rangers      |       |
| 169 | 1962              | Celtic Park   | Scottish Division One 1962-1963     | Celtic  | 0 – 1           | Rangers      |       |
| 170 | 1963              | Ibrox Stadium | Scottish Division One 1962-1963     | Rangers | 4 – 0           | Celtic       |       |
| 171 | 4 maggio 1963     | Hampden Park  | Scottish Cup 1962-1963              | Rangers | 1 – 1           | Celtic       |       |
| 172 | 15 maggio 1963    | Hampden Park  | Scottish Cup 1962-1963              | Rangers | 3 – 0           | Celtic       |       |
| 173 | 10 agosto 1963    | Celtic Park   | Scottish League Cup 1963-1964       | Celtic  | 0 – 3           | Rangers      |       |
| 174 | 24 agosto 1963    | Ibrox Stadium | Scottish League Cup 1963-1964       | Rangers | 3 – 0           | Celtic       |       |
| 175 | 1963              | Celtic Park   | Scottish Division One 1963-1964     | Celtic  | 0 – 1           | Rangers      |       |
| 176 | 1964              | Ibrox Stadium | Scottish Division One 1963-1964     | Rangers | 2 – 1           | Celtic       |       |
| 177 | 7 marzo 1964      | Ibrox Stadium | Scottish Cup 1963-1964              | Rangers | 2 – 0           | Celtic       |       |
| 178 | 24 ottobre 1964   | Hampden Park  | Scottish League Cup 1964-1965       | Rangers | 2 – 1           | Celtic       |       |
| 179 | 1964              | Ibrox Stadium | Scottish Division One 1964-1965     | Rangers | 1 – 0           | Celtic       |       |
| 180 | 1965              | Celtic Park   | Scottish Division One 1964-1965     | Celtic  | 3 – 1           | Rangers      |       |
| 181 | 25 ottobre 1965   | Hampden Park  | Scottish League Cup 1965-1966       | Celtic  | 2 – 1           | Rangers      |       |
| 182 | 1965              | Celtic Park   | Scottish Division One 1965-1966     | Celtic  | 5 – 1           | Rangers      |       |
| 183 | 1966              | Ibrox Stadium | Scottish Division One 1965-1966     | Rangers | 2 – 1           | Celtic       |       |
| 184 | 23 aprile 1966    | Hampden Park  | Scottish Cup 1965-1966              | Rangers | 0 – 0           | Celtic       |       |
| 185 | 27 aprile 1966    | Hampden Park  | Scottish Cup 1965-1966              | Rangers | 1 – 0           | Celtic       |       |
| 186 | 29 ottobre 1966   | Hampden Park  | Scottish League Cup 1966-1967       | Celtic  | 1 – 0           | Rangers      |       |
| 187 | 1966              | Celtic Park   | Scottish Division One 1966-1967     | Celtic  | 2 – 0           | Rangers      |       |
| 188 | 1967              | Ibrox Stadium | Scottish Division One 1966-1967     | Rangers | 2 – 2           | Celtic       |       |
| 189 | 16 agosto 1967    | Ibrox Stadium | Scottish League Cup 1967-1968       | Rangers | 1 – 1           | Celtic       |       |
| 190 | 30 agosto 1967    | Celtic Park   | Scottish League Cup 1967-1968       | Celtic  | 3 – 1           | Rangers      |       |
| 191 | 1967              | Celtic Park   | Scottish Division One 1967-1968     | Celtic  | 2 – 2           | Rangers      |       |
| 192 | 1968              | Ibrox Stadium | Scottish Division One 1967-1968     | Rangers | 1 – 0           | Celtic       |       |
| 193 | 10 agosto 1968    | Ibrox Stadium | Scottish League Cup 1968-1969       | Rangers | 0 – 2           | Celtic       |       |
| 194 | 24 agosto 1968    | Celtic Park   | Scottish League Cup 1968-1969       | Celtic  | 1 – 0           | Rangers      |       |
| 195 | 1968              | Ibrox Stadium | Scottish Division One 1968-1969     | Rangers | 1 – 0           | Celtic       |       |
| 196 | 1969              | Celtic Park   | Scottish Division One 1968-1969     | Celtic  | 2 – 4           | Rangers      |       |
| 197 | 26 aprile 1969    | Hampden Park  | Scottish Cup 1968-1969              | Celtic  | 4 – 0           | Rangers      |       |
| 198 | 13 agosto 1969    | Ibrox Stadium | Scottish League Cup 1969-1970       | Rangers | 2 – 1           | Celtic       |       |
| 199 | 20 agosto 1969    | Celtic Park   | Scottish League Cup 1969-1970       | Celtic  | 1 – 0           | Rangers      |       |
| 200 | 1969              | Ibrox Stadium | Scottish Division One 1969-1970     | Rangers | 0 – 1           | Celtic       | [ 5 ] |
| 201 | 1970              | Celtic Park   | Scottish Division One 1969-1970     | Celtic  | 0 – 0           | Rangers      |       |
| 202 | 21 febbraio 1970  | Celtic Park   | Scottish Cup 1969-1970              | Celtic  | 3 – 1           | Rangers      |       |
| 203 | 24 ottobre 1970   | Ibrox Stadium | Scottish League Cup 1970-1971       | Rangers | 1 – 0           | Celtic       |       |
| 204 | 1970              | Ibrox Stadium | Scottish Division One 1970-1971     | Rangers | 1 – 1           | Celtic       |       |
| 205 | 1971              | Celtic Park   | Scottish Division One 1970-1971     | Celtic  | 2 – 0           | Rangers      |       |
| 206 | 8 maggio 1971     | Hampden Park  | Scottish Cup 1970-1971              | Celtic  | 1 – 1           | Rangers      |       |
| 207 | 12 maggio 1971    | Hampden Park  | Scottish Cup 1970-1971              | Celtic  | 2 – 1           | Rangers      |       |
| 208 | 14 agosto 1971    | Celtic Park   | Scottish League Cup 1971-1972       | Celtic  | 2 – 0           | Rangers      |       |
| 209 | 28 agosto 1971    | Ibrox Stadium | Scottish League Cup 1971-1972       | Rangers | 0 – 3           | Celtic       |       |
| 210 | 1971              | Ibrox Stadium | Scottish Division One 1971-1972     | Rangers | 2 – 3           | Celtic       |       |
| 211 | 1972              | Celtic Park   | Scottish Division One 1971-1972     | Celtic  | 2 – 1           | Rangers      |       |
| 212 | 1972              | Celtic Park   | Scottish Division One 1972-1973     | Celtic  | 3 – 1           | Rangers      |       |
| 213 | 1973              | Ibrox Stadium | Scottish Division One 1972-1973     | Rangers | 2 – 1           | Celtic       |       |
| 214 | 5 maggio 1973     | Hampden Park  | Scottish Cup 1972-1973              | Rangers | 3 – 2           | Celtic       |       |
| 215 | 18 agosto 1973    | Ibrox Stadium | Scottish League Cup 1973-1974       | Rangers | 1 – 2           | Celtic       |       |
| 216 | 25 agosto 1973    | Celtic Park   | Scottish League Cup 1973-1974       | Celtic  | 1 – 3           | Rangers      |       |
| 217 | 5 dicembre 1973   | Celtic Park   | Scottish League Cup 1973-1974       | Celtic  | 3 – 1           | Rangers      |       |
| 218 | 1973              | Ibrox Stadium | Scottish Division One 1973-1974     | Rangers | 0 – 1           | Celtic       |       |
| 219 | 1974              | Celtic Park   | Scottish Division One 1973-1974     | Celtic  | 1 – 0           | Rangers      |       |
| 220 | 1974              | Celtic Park   | Scottish Division One 1974-1975     | Celtic  | 1 – 2           | Rangers      |       |
| 221 | 1975              | Ibrox Stadium | Scottish Division One 1974-1975     | Rangers | 3 – 0           | Celtic       |       |
| 222 | 25 ottobre 1975   | Ibrox Stadium | Scottish League Cup 1975-1976       | Rangers | 1 – 0           | Celtic       |       |
| 223 | 1975              | Celtic Park   | Scottish Premier Division 1975-1976 | Celtic  | 1 – 1           | Rangers      |       |
| 224 | 1975              | Ibrox Stadium | Scottish Premier Division 1975-1976 | Rangers | 2 – 1           | Celtic       |       |
| 225 | 1976              | Celtic Park   | Scottish Premier Division 1975-1976 | Celtic  | 0 – 0           | Rangers      |       |
| 226 | 1976              | Ibrox Stadium | Scottish Premier Division 1975-1976 | Rangers | 1 – 0           | Celtic       |       |
| 227 | 1976              | Ibrox Stadium | Scottish Premier Division 1976-1977 | Rangers | 2 – 2           | Celtic       |       |
| 228 | 1976              | Celtic Park   | Scottish Premier Division 1976-1977 | Celtic  | 1 – 0           | Rangers      |       |
| 229 | 1977              | Ibrox Stadium | Scottish Premier Division 1976-1977 | Rangers | 0 – 1           | Celtic       |       |
| 230 | 1977              | Celtic Park   | Scottish Premier Division 1976-1977 | Celtic  | 2 – 2           | Rangers      |       |
| 231 | 7 maggio 1977     | Hampden Park  | Scottish Cup 1976-1977              | Celtic  | 1 – 0           | Rangers      |       |
| 232 | 1977              | Celtic Park   | Scottish Premier Division 1977-1978 | Celtic  | 2 – 0           | Rangers      |       |
| 233 | 1977              | Ibrox Stadium | Scottish Premier Division 1977-1978 | Rangers | 3 – 2           | Celtic       |       |
| 234 | 1978              | Celtic Park   | Scottish Premier Division 1977-1978 | Celtic  | 1 – 1           | Rangers      |       |
| 235 | 1978              | Ibrox Stadium | Scottish Premier Division 1977-1978 | Rangers | 3 – 1           | Celtic       |       |
| 236 | 18 marzo 1978     | Hampden Park  | Scottish League Cup 1977-1978       | Rangers | 2 – 1           | Celtic       |       |
| 237 | 13 dicembre 1978  | Ibrox Stadium | Scottish League Cup 1978-1979       | Rangers | 3 – 2           | Celtic       |       |
| 238 | 1978              | Celtic Park   | Scottish Premier Division 1978-1979 | Celtic  | 3 – 1           | Rangers      |       |
| 239 | 1978              | Ibrox Stadium | Scottish Premier Division 1978-1979 | Rangers | 1 – 0           | Celtic       |       |
| 240 | 1979              | Celtic Park   | Scottish Premier Division 1978-1979 | Celtic  | 4 – 2           | Rangers      |       |
| 241 | 1979              | Ibrox Stadium | Scottish Premier Division 1978-1979 | Rangers | 1 – 1           | Celtic       |       |
| 242 | 1979              | Ibrox Stadium | Scottish Premier Division 1979-1980 | Rangers | 1 – 1           | Celtic       |       |
| 243 | 1979              | Celtic Park   | Scottish Premier Division 1979-1980 | Celtic  | 1 – 0           | Rangers      |       |
| 244 | 1980              | Ibrox Stadium | Scottish Premier Division 1979-1980 | Rangers | 2 – 2           | Celtic       |       |
| 245 | 1980              | Celtic Park   | Scottish Premier Division 1979-1980 | Celtic  | 1 – 0           | Rangers      |       |
| 246 | 10 maggio 1980    | Hampden Park  | Scottish Cup 1979-1980              | Celtic  | 1 – 0           | Rangers      |       |
| 247 | 1980              | Celtic Park   | Scottish Premier Division 1980-1981 | Celtic  | 1 – 2           | Rangers      |       |
| 248 | 1980              | Ibrox Stadium | Scottish Premier Division 1980-1981 | Rangers | 3 – 0           | Celtic       |       |
| 249 | 1981              | Celtic Park   | Scottish Premier Division 1980-1981 | Celtic  | 3 – 1           | Rangers      |       |
| 250 | 1981              | Ibrox Stadium | Scottish Premier Division 1980-1981 | Rangers | 0 – 1           | Celtic       |       |
| 251 | 1981              | Ibrox Stadium | Scottish Premier Division 1981-1982 | Rangers | 0 – 2           | Celtic       |       |
| 252 | 1981              | Celtic Park   | Scottish Premier Division 1981-1982 | Celtic  | 2 – 1           | Rangers      |       |
| 253 | 1982              | Ibrox Stadium | Scottish Premier Division 1981-1982 | Rangers | 1 – 0           | Celtic       |       |
| 254 | 1982              | Celtic Park   | Scottish Premier Division 1981-1982 | Celtic  | 3 – 3           | Rangers      |       |
| 255 | 4 dicembre 1982   | Celtic Park   | Scottish League Cup 1982-1983       | Celtic  | 2 – 1           | Rangers      |       |
| 256 | 1982              | Ibrox Stadium | Scottish Premier Division 1982-1983 | Rangers | 1 – 2           | Celtic       |       |
| 257 | 1982              | Celtic Park   | Scottish Premier Division 1982-1983 | Celtic  | 0 – 0           | Rangers      |       |
| 258 | 1983              | Ibrox Stadium | Scottish Premier Division 1982-1983 | Rangers | 2 – 4           | Celtic       |       |
| 259 | 1983              | Celtic Park   | Scottish Premier Division 1982-1983 | Celtic  | 3 – 2           | Rangers      |       |
| 260 | 1983              | Celtic Park   | Scottish Premier Division 1983-1984 | Celtic  | 2 – 1           | Rangers      |       |
| 261 | 1983              | Ibrox Stadium | Scottish Premier Division 1983-1984 | Rangers | 1 – 2           | Celtic       |       |
| 262 | 1984              | Celtic Park   | Scottish Premier Division 1983-1984 | Celtic  | 3 – 0           | Rangers      |       |
| 263 | 1984              | Ibrox Stadium | Scottish Premier Division 1983-1984 | Rangers | 1 – 0           | Celtic       |       |
| 264 | 25 marzo 1984     | Hampden Park  | Scottish League Cup 1983-1984       | Rangers | 3 – 2           | Celtic       |       |
| 265 | 1984              | Ibrox Stadium | Scottish Premier Division 1984-1985 | Rangers | 0 – 0           | Celtic       |       |
| 266 | 1984              | Celtic Park   | Scottish Premier Division 1984-1985 | Celtic  | 1 – 1           | Rangers      |       |
| 267 | 1985              | Ibrox Stadium | Scottish Premier Division 1984-1985 | Rangers | 1 – 2           | Celtic       |       |
| 268 | 1985              | Celtic Park   | Scottish Premier Division 1984-1985 | Celtic  | 1 – 1           | Rangers      |       |
| 269 | 1985              | Celtic Park   | Scottish Premier Division 1985-1986 | Celtic  | 2 – 0           | Rangers      |       |
| 270 | 1985              | Ibrox Stadium | Scottish Premier Division 1985-1986 | Rangers | 4 – 4           | Celtic       |       |
| 271 | 1986              | Celtic Park   | Scottish Premier Division 1985-1986 | Celtic  | 1 – 1           | Rangers      |       |
| 272 | 1986              | Ibrox Stadium | Scottish Premier Division 1985-1986 | Rangers | 3 – 0           | Celtic       |       |
| 273 | 26 ottobre 1986   | Ibrox Stadium | Scottish League Cup 1986-1987       | Rangers | 2 – 1           | Celtic       |       |
| 274 | 1986              | Ibrox Stadium | Scottish Premier Division 1986-1987 | Rangers | 1 – 0           | Celtic       |       |
| 275 | 1986              | Celtic Park   | Scottish Premier Division 1986-1987 | Celtic  | 3 – 1           | Rangers      |       |
| 276 | 1987              | Ibrox Stadium | Scottish Premier Division 1986-1987 | Rangers | 1 – 0           | Celtic       |       |
| 277 | 1987              | Celtic Park   | Scottish Premier Division 1986-1987 | Celtic  | 1 – 1           | Rangers      |       |
| 278 | 1987              | Celtic Park   | Scottish Premier Division 1987-1988 | Celtic  | 2 – 0           | Rangers      |       |
| 279 | 1987              | Ibrox Stadium | Scottish Premier Division 1987-1988 | Rangers | 2 – 2           | Celtic       |       |
| 280 | 1988              | Celtic Park   | Scottish Premier Division 1987-1988 | Celtic  | 1 – 0           | Rangers      |       |
| 281 | 1988              | Ibrox Stadium | Scottish Premier Division 1987-1988 | Rangers | 1 – 2           | Celtic       |       |
| 282 | 1988              | Ibrox Stadium | Scottish Premier Division 1988-1989 | Rangers | 5 – 1           | Celtic       |       |
| 283 | 1988              | Celtic Park   | Scottish Premier Division 1988-1989 | Celtic  | 3 – 1           | Rangers      |       |
| 284 | 1989              | Ibrox Stadium | Scottish Premier Division 1988-1989 | Rangers | 4 – 1           | Celtic       |       |
| 285 | 1989              | Celtic Park   | Scottish Premier Division 1988-1989 | Celtic  | 1 – 2           | Rangers      |       |
| 286 | 20 maggio 1989    | Hampden Park  | Scottish Cup 1988-1989              | Celtic  | 1 – 0           | Rangers      |       |
| 287 | 1989              | Ibrox Stadium | Scottish Premier Division 1989-1990 | Rangers | 1 – 0           | Celtic       |       |
| 288 | 1989              | Celtic Park   | Scottish Premier Division 1989-1990 | Celtic  | 0 – 1           | Rangers      |       |
| 289 | 1990              | Ibrox Stadium | Scottish Premier Division 1989-1990 | Rangers | 3 – 0           | Celtic       |       |
| 290 | 1990              | Celtic Park   | Scottish Premier Division 1989-1990 | Celtic  | 1 – 1           | Rangers      |       |
| 291 | 25 febbraio 1990  | Celtic Park   | Scottish Cup 1989-1990              | Celtic  | 1 – 0           | Rangers      |       |
| 292 | 28 ottobre 1990   | Ibrox Stadium | Scottish League Cup 1990-1991       | Rangers | 2 – 1           | Celtic       |       |
| 293 | 1990              | Ibrox Stadium | Scottish Premier Division 1990-1991 | Rangers | 1 – 1           | Celtic       |       |
| 294 | 1990              | Celtic Park   | Scottish Premier Division 1990-1991 | Celtic  | 1 – 2           | Rangers      |       |
| 295 | 1991              | Ibrox Stadium | Scottish Premier Division 1990-1991 | Rangers | 2 – 0           | Celtic       |       |
| 296 | 1991              | Celtic Park   | Scottish Premier Division 1990-1991 | Celtic  | 3 – 0           | Rangers      |       |
| 297 | 17 marzo 1991     | Celtic Park   | Scottish Cup 1990-1991              | Celtic  | 2 – 0           | Rangers      |       |
| 298 | 1991              | Celtic Park   | Scottish Premier Division 1991-1992 | Celtic  | 0 – 2           | Rangers      |       |
| 299 | 1991              | Ibrox Stadium | Scottish Premier Division 1991-1992 | Rangers | 1 – 1           | Celtic       |       |
| 300 | 1992              | Celtic Park   | Scottish Premier Division 1991-1992 | Celtic  | 1 – 3           | Rangers      | [ 6 ] |
| 301 | 1992              | Ibrox Stadium | Scottish Premier Division 1991-1992 | Rangers | 0 – 2           | Celtic       |       |
| 302 | 31 marzo 1992     | Hampden Park  | Scottish Cup 1991-1992              | Rangers | 1 – 0           | Celtic       |       |
| 303 | 1992              | Celtic Park   | Scottish Premier Division 1992-1993 | Celtic  | 2 – 1           | Rangers      |       |
| 304 | 1992              | Ibrox Stadium | Scottish Premier Division 1992-1993 | Rangers | 1 – 0           | Celtic       |       |
| 305 | 1993              | Celtic Park   | Scottish Premier Division 1992-1993 | Celtic  | 0 – 1           | Rangers      |       |
| 306 | 1993              | Ibrox Stadium | Scottish Premier Division 1992-1993 | Rangers | 1 – 1           | Celtic       |       |
| 307 | 22 settembre 1993 | Ibrox Stadium | Scottish League Cup 1993-1994       | Rangers | 1 – 0           | Celtic       |       |
| 308 | 1993              | Celtic Park   | Scottish Premier Division 1993-1994 | Celtic  | 2 – 4           | Rangers      |       |
| 309 | 1993              | Ibrox Stadium | Scottish Premier Division 1993-1994 | Rangers | 1 – 2           | Celtic       |       |
| 310 | 1994              | Celtic Park   | Scottish Premier Division 1993-1994 | Celtic  | 0 – 0           | Rangers      |       |
| 311 | 1994              | Ibrox Stadium | Scottish Premier Division 1993-1994 | Rangers | 1 – 1           | Celtic       |       |
| 312 | 27 agosto 1994    | Ibrox Stadium | Scottish Premier Division 1994-1995 | Rangers | 0 – 2           | Celtic       |       |
| 313 | 30 ottobre 1994   | Celtic Park   | Scottish Premier Division 1994-1995 | Celtic  | 1 – 3           | Rangers      |       |
| 314 | 4 gennaio 1995    | Ibrox Stadium | Scottish Premier Division 1994-1995 | Rangers | 1 – 1           | Celtic       |       |
| 315 | 7 maggio 1995     | Celtic Park   | Scottish Premier Division 1994-1995 | Celtic  | 3 – 0           | Rangers      |       |
| 316 | 19 settembre 1995 | Celtic Park   | Scottish League Cup 1995-1996       | Celtic  | 0 – 1           | Rangers      |       |
| 317 | 30 settembre 1995 | Celtic Park   | Scottish Premier Division 1995-1996 | Celtic  | 0 – 2           | Rangers      |       |
| 318 | 19 novembre 1995  | Ibrox Stadium | Scottish Premier Division 1995-1996 | Rangers | 3 – 3           | Celtic       |       |
| 319 | 3 gennaio 1996    | Celtic Park   | Scottish Premier Division 1995-1996 | Celtic  | 0 – 0           | Rangers      |       |
| 320 | 17 marzo 1996     | Ibrox Stadium | Scottish Premier Division 1995-1996 | Rangers | 1 – 1           | Celtic       |       |
| 321 | 7 aprile 1996     | Hampden Park  | Scottish Cup 1995-1996              | Rangers | 2 – 1           | Celtic       |       |
| 322 | 28 settembre 1996 | Ibrox Stadium | Scottish Premier Division 1996-1997 | Rangers | 2 – 0           | Celtic       |       |
| 323 | 14 novembre 1996  | Celtic Park   | Scottish Premier Division 1996-1997 | Celtic  | 0 – 1           | Rangers      |       |
| 324 | 2 gennaio 1997    | Ibrox Stadium | Scottish Premier Division 1996-1997 | Rangers | 3 – 1           | Celtic       |       |
| 325 | 6 marzo 1997      | Celtic Park   | Scottish Cup 1996-1997              | Celtic  | 2 – 0           | Rangers      |       |
| 326 | 16 marzo 1997     | Celtic Park   | Scottish Premier Division 1996-1997 | Celtic  | 0 – 1           | Rangers      |       |
| 327 | 8 novembre 1997   | Ibrox Stadium | Scottish Premier Division 1997-1998 | Rangers | 1 – 0           | Celtic       |       |
| 328 | 19 novembre 1997  | Celtic Park   | Scottish Premier Division 1997-1998 | Celtic  | 1 – 1           | Rangers      |       |
| 329 | 2 gennaio 1998    | Celtic Park   | Scottish Premier Division 1997-1998 | Celtic  | 2 – 0           | Rangers      |       |
| 330 | 5 aprile 1998     | Celtic Park   | Scottish Cup 1997-1998              | Rangers | 2 – 1           | Celtic       |       |
| 331 | 12 aprile 1998    | Ibrox Stadium | Scottish Premier Division 1997-1998 | Rangers | 2 – 1           | Celtic       |       |
| 332 | 20 settembre 1998 | Ibrox Stadium | Scottish Premier League 1998-1999   | Rangers | 0 – 0           | Celtic       |       |
| 333 | 21 novembre 1998  | Celtic Park   | Scottish Premier League 1998-1999   | Celtic  | 5 – 1           | Rangers      |       |
| 334 | 3 gennaio 1999    | Ibrox Stadium | Scottish Premier League 1998-1999   | Rangers | 2 – 2           | Celtic       |       |
| 335 | 2 maggio 1999     | Celtic Park   | Scottish Premier League 1998-1999   | Celtic  | 0 – 3           | Rangers      |       |
| 336 | 29 maggio 1999    | Hampden Park  | Scottish Cup 1998-1999              | Rangers | 1 – 0           | Celtic       |       |
| 337 | 7 novembre 1999   | Ibrox Stadium | Scottish Premier League 1999-2000   | Rangers | 4 – 2           | Celtic       |       |
| 338 | 27 dicembre 1999  | Celtic Park   | Scottish Premier League 1999-2000   | Celtic  | 1 – 1           | Rangers      |       |
| 339 | 8 marzo 2000      | Celtic Park   | Scottish Premier League 1999-2000   | Celtic  | 0 – 1           | Rangers      |       |
| 340 | 26 marzo 2000     | Ibrox Stadium | Scottish Premier League 1999-2000   | Rangers | 4 – 0           | Celtic       |       |
| 341 | 27 agosto 2000    | Celtic Park   | Scottish Premier League 2000-2001   | Celtic  | 6 – 2           | Rangers      |       |
| 342 | 26 novembre 2000  | Ibrox Stadium | Scottish Premier League 2000-2001   | Rangers | 5 – 1           | Celtic       |       |
| 343 | 7 febbraio 2001   | Hampden Park  | Scottish League Cup 2000-2001       | Celtic  | 3 – 1           | Rangers      |       |
| 344 | 11 febbraio 2001  | Celtic Park   | Scottish Premier League 2000-2001   | Celtic  | 1 – 0           | Rangers      |       |
| 345 | 29 aprile 2001    | Ibrox Stadium | Scottish Premier League 2000-2001   | Rangers | 0 – 3           | Celtic       |       |
| 346 | 30 settembre 2001 | Ibrox Stadium | Scottish Premier League 2001-2002   | Rangers | 0 – 2           | Celtic       |       |
| 347 | 25 novembre 2001  | Celtic Park   | Scottish Premier League 2001-2002   | Celtic  | 2 – 1           | Rangers      |       |
| 348 | 5 febbraio 2002   | Hampden Park  | Scottish League Cup 2001-2002       | Rangers | 2 – 1           | Celtic       |       |
| 349 | 10 marzo 2002     | Ibrox Stadium | Scottish Premier League 2001-2002   | Rangers | 1 – 1           | Celtic       |       |
| 350 | 21 aprile 2002    | Celtic Park   | Scottish Premier League 2001-2002   | Celtic  | 1 – 1           | Rangers      |       |
| 351 | 4 maggio 2002     | Hampden Park  | Scottish Cup 2001-2002              | Celtic  | 2 – 3           | Rangers      |       |
| 352 | 6 ottobre 2002    | Celtic Park   | Scottish Premier League 2002-2003   | Celtic  | 3 – 3           | Rangers      |       |
| 353 | 7 dicembre 2002   | Ibrox Stadium | Scottish Premier League 2002-2003   | Rangers | 3 – 2           | Celtic       |       |
| 354 | 8 marzo 2003      | Celtic Park   | Scottish Premier League 2002-2003   | Celtic  | 1 – 0           | Rangers      |       |
| 355 | 16 marzo 2003     | Hampden Park  | Scottish League Cup 2002-2003       | Celtic  | 1 – 2           | Rangers      |       |
| 356 | 27 aprile 2003    | Ibrox Stadium | Scottish Premier League 2002-2003   | Rangers | 1 – 2           | Celtic       |       |
| 357 | 4 novembre 2003   | Ibrox Stadium | Scottish Premier League 2003-2004   | Rangers | 0 – 1           | Celtic       |       |
| 358 | 3 gennaio 2004    | Celtic Park   | Scottish Premier League 2003-2004   | Celtic  | 3 – 0           | Rangers      |       |
| 359 | 7 marzo 2004      | Celtic Park   | Scottish Cup 2003-2004              | Celtic  | 1 – 0           | Rangers      |       |
| 360 | 28 marzo 2004     | Ibrox Stadium | Scottish Premier League 2003-2004   | Rangers | 2 – 1           | Celtic       |       |
| 361 | 8 maggio 2004     | Celtic Park   | Scottish Premier League 2003-2004   | Celtic  | 1 – 0           | Rangers      |       |
| 362 | 29 agosto 2004    | Celtic Park   | Scottish Premier League 2004-2005   | Celtic  | 1 – 0           | Rangers      |       |
| 363 | 10 novembre 2004  | Ibrox Stadium | Scottish League Cup 2004-2005       | Rangers | 2 – 1           | Celtic       |       |
| 364 | 20 novembre 2004  | Ibrox Stadium | Scottish Premier League 2004-2005   | Rangers | 2 – 0           | Celtic       |       |
| 365 | 9 gennaio 2005    | Celtic Park   | Scottish Cup 2004-2005              | Celtic  | 2 – 1           | Rangers      |       |
| 366 | 20 febbraio 2005  | Celtic Park   | Scottish Premier League 2004-2005   | Celtic  | 0 – 2           | Rangers      |       |
| 367 | 24 aprile 2005    | Ibrox Stadium | Scottish Premier League 2004-2005   | Rangers | 1 – 2           | Celtic       |       |
| 368 | 20 agosto 2005    | Ibrox Stadium | Scottish Premier League 2005-2006   | Rangers | 3 – 1           | Celtic       |       |
| 369 | 9 novembre 2005   | Celtic Park   | Scottish League Cup 2005-2006       | Celtic  | 2 – 0           | Rangers      |       |
| 370 | 19 novembre 2005  | Celtic Park   | Scottish Premier League 2005-2006   | Celtic  | 3 – 0           | Rangers      |       |
| 371 | 12 febbraio 2006  | Ibrox Stadium | Scottish Premier League 2005-2006   | Rangers | 0 – 1           | Celtic       |       |
| 372 | 23 aprile 2006    | Celtic Park   | Scottish Premier League 2005-2006   | Celtic  | 0 – 0           | Rangers      |       |
| 373 | 23 settembre 2006 | Celtic Park   | Scottish Premier League 2006-2007   | Celtic  | 2 – 0           | Rangers      |       |
| 374 | 17 dicembre 2006  | Ibrox Stadium | Scottish Premier League 2006-2007   | Rangers | 1 – 1           | Celtic       |       |
| 375 | 11 marzo 2007     | Celtic Park   | Scottish Premier League 2006-2007   | Celtic  | 0 – 1           | Rangers      |       |
| 376 | 5 maggio 2007     | Ibrox Stadium | Scottish Premier League 2006-2007   | Rangers | 2 – 0           | Celtic       |       |
| 377 | 20 ottobre 2007   | Ibrox Stadium | Scottish Premier League 2007-2008   | Rangers | 3 – 0           | Celtic       |       |
| 378 | 29 marzo 2008     | Ibrox Stadium | Scottish Premier League 2007-2008   | Rangers | 1 – 0           | Celtic       |       |
| 379 | 16 aprile 2008    | Celtic Park   | Scottish Premier League 2007-2008   | Celtic  | 2 – 1           | Rangers      |       |
| 380 | 27 aprile 2008    | Celtic Park   | Scottish Premier League 2007-2008   | Celtic  | 3 – 2           | Rangers      |       |
| 381 | 31 agosto 2008    | Celtic Park   | Scottish Premier League 2008-2009   | Celtic  | 2 – 4           | Rangers      |       |
| 382 | 27 dicembre 2008  | Ibrox Stadium | Scottish Premier League 2008-2009   | Rangers | 0 – 1           | Celtic       |       |
| 383 | 15 febbraio 2009  | Celtic Park   | Scottish Premier League 2008-2009   | Celtic  | 0 – 0           | Rangers      |       |
| 384 | 15 marzo 2009     | Ibrox Stadium | Scottish Cup 2008-2009              | Rangers | 0 – 2           | Celtic       |       |
| 385 | 9 maggio 2009     | Ibrox Stadium | Scottish Premier League 2008-2009   | Rangers | 1 – 0           | Celtic       |       |
| 386 | 4 ottobre 2009    | Ibrox Stadium | Scottish Premier League 2009-2010   | Rangers | 2 – 1           | Celtic       |       |
| 387 | 3 gennaio 2010    | Celtic Park   | Scottish Premier League 2009-2010   | Celtic  | 1 – 1           | Rangers      |       |
| 388 | 28 febbraio 2010  | Ibrox Stadium | Scottish Premier League 2009-2010   | Rangers | 1 – 0           | Celtic       |       |
| 389 | 4 marzo 2010      | Celtic Park   | Scottish Premier League 2009-2010   | Celtic  | 2 – 1           | Rangers      |       |
| 390 | 24 ottobre 2010   | Celtic Park   | Scottish Premier League 2010-2011   | Celtic  | 1 – 3           | Rangers      |       |
| 391 | 2 gennaio 2011    | Ibrox Stadium | Scottish Premier League 2010-2011   | Rangers | 0 – 2           | Celtic       |       |
| 392 | 6 febbraio 2011   | Ibrox Stadium | Scottish Cup 2010-2011              | Rangers | 2 – 2           | Celtic       |       |
| 393 | 20 febbraio 2011  | Celtic Park   | Scottish Premier League 2010-2011   | Celtic  | 3 – 0           | Rangers      |       |
| 394 | 2 marzo 2011      | Celtic Park   | Scottish Cup 2010-2011              | Celtic  | 1 – 0           | Rangers      |       |
| 395 | 20 marzo 2011     | Hampden Park  | Scottish League Cup 2010-2011       | Celtic  | 1 – 2           | Rangers      |       |
| 396 | 24 aprile 2011    | Ibrox Stadium | Scottish Premier League 2010-2011   | Rangers | 0 – 0           | Celtic       |       |
| 397 | 18 settembre 2011 | Ibrox Stadium | Scottish Premier League 2011-2012   | Rangers | 4 – 2           | Celtic       |       |
| 398 | 28 dicembre 2011  | Celtic Park   | Scottish Premier League 2011-2012   | Celtic  | 1 – 0           | Rangers      |       |
| 399 | 25 marzo 2012     | Ibrox Stadium | Scottish Premier League 2011-2012   | Rangers | 3 – 2           | Celtic       |       |
| 400 | 29 aprile 2012    | Celtic Park   | Scottish Premier League 2011-2012   | Celtic  | 3 – 0           | Rangers      | [ 7 ] |
| 401 | 1 febbraio 2015   | Celtic Park   | Scottish League Cup 2014-2015       | Celtic  | 2 – 0           | Rangers      |       |
| 402 | 17 aprile 2016    | Ibrox Stadium | Scottish Cup 2015-2016              | Rangers | 2 – 2 (5-4 dtr) | Celtic       |       |
| 403 | 10 settembre 2016 | Celtic Park   | Scottish Premiership 2016-2017      | Celtic  | 5 – 1           | Rangers      |       |
| 404 | 23 ottobre 2016   | Ibrox Stadium | Scottish League Cup 2016-2017       | Rangers | 0 – 1           | Celtic       |       |
| 405 | 31 dicembre 2016  | Ibrox Stadium | Scottish Premiership 2016-2017      | Rangers | 1 – 2           | Celtic       |       |
| 406 | 12 marzo 2017     | Celtic Park   | Scottish Premiership 2016-2017      | Celtic  | 1 – 1           | Rangers      |       |
| 407 | 23 marzo 2017     | Celtic Park   | Scottish Cup 2016-2017              | Celtic  | 2 – 0           | Rangers      |       |
| 408 | 29 marzo 2017     | Ibrox Stadium | Scottish Premiership 2016-2017      | Rangers | 1 – 5           | Celtic       |       |
| 409 | 23 settembre 2017 | Ibrox Stadium | Scottish Premiership 2017-2018      | Rangers | 0 – 2           | Celtic       |       |
| 410 | 30 dicembre 2017  | Celtic Park   | Scottish Premiership 2017-2018      | Celtic  | 0 – 0           | Rangers      |       |
| 411 | 11 marzo 2018     | Ibrox Stadium | Scottish Premiership 2017-2018      | Rangers | 2 – 3           | Celtic       |       |
| 412 | 15 aprile 2018    | Celtic Park   | Scottish Cup 2017-2018              | Celtic  | 4 – 0           | Rangers      |       |
| 413 | 29 aprile 2018    | Celtic Park   | Scottish Premiership 2017-2018      | Celtic  | 5 – 0           | Rangers      |       |
| 414 | 2 settembre 2018  | Celtic Park   | Scottish Premiership 2018-2019      | Celtic  | 1 – 0           | Rangers      |       |
| 415 | 29 dicembre 2018  | Ibrox Stadium | Scottish Premiership 2018-2019      | Rangers | 1 – 0           | Celtic       |       |
| 416 | 31 marzo 2019     | Celtic Park   | Scottish Premiership 2018-2019      | Celtic  | 2 – 1           | Rangers      |       |
| 417 | 12 maggio 2019    | Ibrox Stadium | Scottish Premiership 2018-2019      | Rangers | 2 – 0           | Celtic       |       |
| 418 | 1 settembre 2019  | Ibrox Stadium | Scottish Premiership 2019-2020      | Rangers | 0 – 2           | Celtic       |       |
| 419 | 8 dicembre 2019   | Hampden Park  | Scottish League Cup 2019-2020       | Rangers | 0 – 1           | Celtic       |       |
| 420 | 29 dicembre 2019  | Celtic Park   | Scottish Premiership 2019-2020      | Celtic  | 1 – 2           | Rangers      |       |
| 421 | 17 ottobre 2020   | Celtic Park   | Scottish Premiership 2020-2021      | Celtic  | 0 – 2           | Rangers      |       |
| 422 | 2 gennaio 2021    | Ibrox Stadium | Scottish Premiership 2020-2021      | Rangers | 1 – 0           | Celtic       |       |
| 423 | 21 marzo 2021     | Celtic Park   | Scottish Premiership 2020-2021      | Celtic  | 1 – 1           | Rangers      |       |
| 424 | 4 aprile 2021     | Ibrox Stadium | Scottish Cup 2020-2021              | Rangers | 2 – 0           | Celtic       |       |
| 425 | 2 maggio 2021     | Ibrox Stadium | Scottish Premiership 2020-2021      | Rangers | 4 – 1           | Celtic       |       |
| 426 | 9 agosto 2021     | Ibrox Stadium | Scottish Premiership 2021-2022      | Rangers | 1 – 0           | Celtic       |       |
| 427 | 2 febbraio 2022   | Celtic Park   | Scottish Premiership 2021-2022      | Celtic  | 3 – 0           | Rangers      |       |
| 428 | 3 aprile 2022     | Ibrox Stadium | Scottish Premiership 2021-2022      | Rangers | 1 – 2           | Celtic       |       |
| 429 | 17 aprile 2022    | Celtic Park   | Scottish Cup 2021-2022              | Celtic  | 1 – 2 (dts)     | Rangers      |       |
| 430 | 1 maggio 2022     | Celtic Park   | Scottish Premiership 2021-2022      | Celtic  | 1 – 1           | Rangers      |       |
| 431 | 3 settembre 2022  | Celtic Park   | Scottish Premiership 2022-2023      | Celtic  | 4 – 0           | Rangers      |       |
| 432 | 2 gennaio 2023    | Ibrox Stadium | Scottish Premiership 2022-2023      | Rangers | 2 – 2           | Celtic       |       |
| 433 | 26 febbraio 2023  | Ibrox Stadium | Scottish League Cup 2022-2023       | Rangers | 1 – 2           | Celtic       |       |
| 434 | 8 aprile 2023     | Celtic Park   | Scottish Premiership 2022-2023      | Celtic  | 3 – 2           | Rangers      |       |
| 435 | 30 aprile 2023    | Hampden Park  | Scottish Cup 2022-2023              | Rangers | 0 - 1           | Celtic       |       |
| 436 | 13 maggio 2023    | Ibrox Stadium | Scottish Premiership 2022-2023      | Rangers | 3 – 0           | Celtic       |       |
| 437 | 3 settembre 2023  | Ibrox Stadium | Scottish Premiership 2023-2024      | Rangers | 0 – 1           | Celtic       |       |
| 438 | 30 dicembre 2023  | Celtic Park   | Scottish Premiership 2023-2024      | Celtic  | 2 – 1           | Rangers      |       |
| 439 | 6 aprile 2024     | Ibrox Stadium | Scottish Premiership 2023-2024      | Rangers | 3 - 3           | Celtic       |       |
| 440 | 11 maggio 2024    | Celtic Park   | Scottish Premiership 2023-2024      | Celtic  | 2 - 1           | Rangers      |       |
| 441 | 25 maggio 2024    | Hampden Park  | Scottish Cup 2023-2024              | Celtic  | 1 - 0           | Rangers      |       |
| 442 | 01 settembre 2024 | Celtic Park   | Scottish Premiership 2024-2025      | Celtic  | 3 - 0           | Rangers      |       |
| 443 | 15 dicembre 2024  | Hampden Park  | Scottish League Cup 2024-2025       | Celtic  | 3 - 3 (dcr 5-4) | Rangers      |       |
| 444 | 02 gennaio 2025   | Ibrox stadium | Scottish Premiership 2024-2025      | Rangers | 3 - 0           | Celtic       |       |
| 445 | 16 marzo 2025     | Celtic Park   | Scottish Premiership 2024-2025      | Celtic  | 2 – 3           | Rangers      |       |
| 446 | 04 maggio 2025    | Ibrox stadium | Scottish Premiership 2024-2025      | Rangers | 1 - 1           | Celtic       |       |

## Statistiche
La seguente tabella contiene tutti i dati riguardanti gli scontri diretti tra le due squadre in partite ufficiali aggiornati al 04 maggio 2025.
|                     | Partite | Vittorie Rangers | Pareggi | Vittorie Celtic |
| ------------------- | ------- | ---------------- | ------- | --------------- |
| Campionato scozzese | 339     | 129              | 92      | 118             |
| Scottish Cup        | 55      | 18               | 10      | 27              |
| Scottish League Cup | 52      | 24               | 3       | 25              |
| Totale              | 446     | 171              | 105     | 170             |